# Ralph Simpson
No confundir con Ralph Sampson, que jugó en la NBA entre 1983 y 1992.
Ralph Derek Simpson (Detroit, Míchigan, 10 de agosto de 1949) es un exjugador de baloncesto estadounidense que disputó 10 temporadas como profesional, 6 en la ABA y otras 4 en la NBA. Con 1,96 metros de altura, jugaba en la posición de escolta. Fue 5 veces seleccionado para disputar el All-Star Game de la ABA.

## Trayectoria deportiva

### Universidad
Jugó durante dos temporadas con los Spartans de la Universidad Estatal de Míchigan, promediando en su segundo año 29 puntos por partido. en su primera temporada jugó únicamente tres partidos (en aquella época los jugadores de primer año no disputaban la competición oficial), en los que promedió 40,3 puntos y 9,0 rebotes por encuentro.

### Profesional

#### Seis años de éxitos en la ABA (1970-1976)
Tras su breve paso por la universidad, en junio de 1970 firma su primer contrato profesional con los Denver Rockets, entonces en la liga ABA, por cinco años y 750.000 dólares. Ya en su primera temporada dispuso de más de 22 minutos por partido, acabando la misma con 14,2 puntos y 2,9 rebotes por encuentro. El año siguiente sería el de su consabración definitiva, llegando a ser el máximo anotador de su equipo, acabando la temporada regular con 27,4 puntos por partido (casi el doble que el segundo), jugando el All-Star Game por primera vez, y siendo incluido en el segundo mejor quinteto de la liga. Antes del comienzo de la siguiente temporada, fue elegido en el Draft de la NBA de 1972 por Chicago Bulls en la undécima posición, pero prefirió seguir jugando en Denver.
En la temporada 1972-73, a pesar de bajar su aportación en ataque hasta los 23,3 puntos por partido, siguió siendo el eje del equipo, repitiendo aparición en el All-Star y en el segundo quinteto de la liga. Jugó tres temporadas más con los Rockets (que se convertirían en Nuggets en 1974), años en los que su juego evolucionó, dejando de mirar tanto al aro y más a sus compañeros, que le eximían de la responsabilidad de anotar. Así, en 1976, en el que sería su último año en la ABA, acabó promediando 18,0 puntos, 7,1 asistencias y 5,4 rebotes por partido, dejando la anotación para jugadores como Dan Issel o David Thompson. Ese año fue elegido por vez primera en el mejor quinteto de la ABA. Desde 1972 participó en 5 All-Stars consecutivos, promediando en dichos partidos 11,0 puntos.

#### El declive en la NBA: 4 equipos en 4 años (1976-1980)
Tras la absorción de la ABA por parte de la NBA, fichó por Detroit Pistons, donde se encontró con la competencia de M.L. Carr y de Chris Ford en el mismo puesto. Sus minutos de juego se redujeron a poco más de 20, y sus estadísticas lo notaron: acabó la serie regular con 11 puntos, 2,4 rebotes y 2,3 asistencias. Mediada la temporada siguiente fue devuelto a Denver, pero su rol cambió totalmente, pasando a ser un hombre de banquillo dispuesto a dar minutos de descanso a los titulares. Con poco más de 18 minutos de juego por partido, sus números fueron elocuentes: 5,5 puntos y 2,3 asistencias por partido en la temporada 1977-78.
En la temporada 1978-79 ficha por los Sixers, donde se encontraría con unos compañeros de la talla de Julius Erving, Darryl Dawkins, Bobby Jones, Doug Collins, Caldwell Jones o Maurice Cheeks, y donde poco pudo hacer. Tras 37 partidos jugados en los que apenas disputó 12 minutos por partido, fue traspasado a New Jersey Nets. Allí no cambió su aportación, limitándose a los minutos de la basura. Tras 8 partidos disputados en la temporada 1979-80, opta por la retirada. En el total de su trayectoria profesional promedió 16,7 puntos, 3,7 rebotes y 3,3 asistencias por partido.

## Estadísticas de su carrera en la NBA y la ABA

### Temporada regular
| Temporada | Edad | Equipo             | Liga  | P   | TIT | MIN  | TC   | TCA  | %TC  | 3P  | 3PA | %3P  | TL  | TLA | %TL  | R.OF. | R.DEF. | REB | ASIS | ROB | TAP | PER | FP  | PTS  |
| 1970-71   | 21   | Denver Rockets     | ABA   | 81  |     | 22.5 | 5.7  | 13.7 | .415 | 0.2 | 0.7 | .283 | 2.7 | 3.5 | .754 | 1.5   | 1.3    | 2.9 | 2.1  |     |     | 2.3 | 1.9 | 14.2 |
| 1971-72   | 22   | Denver Rockets     | ABA   | 84  |     | 35.8 | 11.0 | 23.8 | .460 | 0.0 | 0.3 | .136 | 5.4 | 6.8 | .805 | 2.0   | 2.7    | 4.7 | 3.1  |     |     | 3.2 | 2.9 | 27.4 |
| 1972-73   | 23   | Denver Rockets     | ABA   | 81  |     | 32.0 | 9.0  | 20.6 | .438 | 0.1 | 0.3 | .208 | 5.2 | 6.9 | .757 | 1.7   | 2.9    | 4.6 | 2.7  | 1.6 |     | 3.5 | 3.0 | 23.3 |
| 1973-74   | 24   | Denver Rockets     | ABA   | 75  |     | 29.9 | 8.0  | 18.6 | .428 | 0.0 | 0.3 | .083 | 2.8 | 3.7 | .754 | 1.5   | 2.8    | 4.3 | 2.5  | 1.4 | 0.2 | 2.6 | 2.5 | 18.7 |
| 1974-75   | 25   | Denver Nuggets     | ABA   | 82  |     | 34.9 | 8.5  | 16.8 | .505 | 0.0 | 0.1 | .083 | 3.7 | 4.9 | .754 | 1.3   | 3.5    | 4.8 | 5.4  | 2.0 | 0.2 | 3.8 | 2.6 | 20.6 |
| 1975-76   | 26   | Denver Nuggets     | ABA   | 84  |     | 37.2 | 7.4  | 14.4 | .511 | 0.0 | 0.3 | .167 | 3.3 | 4.2 | .780 | 1.4   | 4.0    | 5.4 | 7.1  | 1.8 | 0.3 | 4.3 | 2.2 | 18.0 |
| 1976-77   | 27   | Detroit Pistons    | NBA   | 77  |     | 20.7 | 4.6  | 10.8 | .427 |     |     |      | 1.8 | 2.5 | .708 | 0.6   | 1.7    | 2.4 | 2.3  | 0.9 | 0.1 |     | 1.3 | 11.0 |
| 1977-78   | 28   | TOTAL              | NBA   | 64  |     | 20.7 | 3.4  | 9.0  | .375 |     |     |      | 1.3 | 1.6 | .817 | 0.8   | 1.6    | 2.5 | 2.5  | 1.2 | 0.1 | 2.0 | 1.4 | 8.1  |
| 1977-78   | 28   | Detroit Pistons    | NBA   | 32  |     | 23.1 | 4.5  | 10.8 | .413 |     |     |      | 1.7 | 2.0 | .844 | 0.8   | 1.7    | 2.6 | 2.7  | 1.0 | 0.1 | 2.4 | 1.5 | 10.6 |
| 1977-78   | 28   | Denver Nuggets     | NBA   | 32  |     | 18.3 | 2.3  | 7.2  | .317 |     |     |      | 1.0 | 1.3 | .775 | 0.8   | 1.5    | 2.3 | 2.3  | 1.3 | 0.1 | 1.5 | 1.3 | 5.5  |
| 1978-79   | 29   | TOTAL              | NBA   | 69  |     | 14.2 | 2.5  | 6.3  | .402 |     |     |      | 1.1 | 1.6 | .685 | 0.5   | 0.9    | 1.4 | 1.8  | 0.5 | 0.1 | 1.4 | 0.8 | 6.1  |
| 1978-79   | 29   | Philadelphia 76ers | NBA   | 37  |     | 12.2 | 2.4  | 5.3  | .444 |     |     |      | 0.8 | 1.1 | .700 | 0.4   | 0.5    | 0.9 | 1.6  | 0.7 | 0.0 | 1.3 | 0.7 | 5.5  |
| 1978-79   | 29   | New Jersey Nets    | NBA   | 32  |     | 16.5 | 2.7  | 7.4  | .367 |     |     |      | 1.5 | 2.2 | .676 | 0.6   | 1.3    | 1.9 | 2.1  | 0.4 | 0.1 | 1.7 | 0.9 | 6.9  |
| 1979-80   | 30   | New Jersey Nets    | NBA   | 8   |     | 10.1 | 2.3  | 5.9  | .383 | 0.0 | 0.3 | .000 | 0.6 | 1.3 | .500 | 0.8   | 0.6    | 1.4 | 1.8  | 1.1 | 0.0 | 1.5 | 0.4 | 5.1  |
| Total     |      |                    | TOTAL | 705 |     | 27.8 | 6.8  | 15.1 | .449 | 0.1 | 0.3 | .190 | 3.1 | 4.1 | .763 | 1.3   | 2.4    | 3.7 | 3.3  | 1.4 | 0.2 | 2.9 | 2.1 | 16.7 |
|           |      |                    | ABA   | 487 |     | 32.1 | 8.3  | 18.0 | .459 | 0.1 | 0.3 | .193 | 3.9 | 5.0 | .770 | 1.6   | 2.9    | 4.5 | 3.9  | 1.7 | 0.2 | 3.3 | 2.5 | 20.4 |
|           |      |                    | NBA   | 218 |     | 18.3 | 3.5  | 8.7  | .404 | 0.0 | 0.3 | .000 | 1.4 | 1.9 | .724 | 0.7   | 1.4    | 2.0 | 2.2  | 0.9 | 0.1 | 1.7 | 1.1 | 8.4  |

### Playoffs
| Temporada | Edad | Equipo          | Liga  | P  | MIN  | TCA | TC  | 3PA | 3P | TLA | TL  | R.OF. | REB | ASIS | ROB | TAP | PER | FP  | PTS | %TC  | %3P  | %FT  | MIN  | PTS  | REB | AST |
| 1971-72   | 22   | Denver Rockets  | ABA   | 7  | 291  | 70  | 162 | 0   | 2  | 47  | 57  |       | 32  | 24   |     |     | 18  | 21  | 187 | .432 | .000 | .825 | 41.6 | 26.7 | 4.6 | 3.4 |
| 1972-73   | 23   | Denver Rockets  | ABA   | 5  | 197  | 51  | 138 | 2   | 6  | 28  | 37  | 8     | 24  | 14   |     |     | 15  | 20  | 132 | .370 | .333 | .757 | 39.4 | 26.4 | 4.8 | 2.8 |
| 1974-75   | 25   | Denver Nuggets  | ABA   | 13 | 471  | 102 | 214 | 1   | 6  | 53  | 68  | 18    | 65  | 74   | 22  | 3   | 55  | 30  | 258 | .477 | .167 | .779 | 36.2 | 19.8 | 5.0 | 5.7 |
| 1975-76   | 26   | Denver Nuggets  | ABA   | 13 | 542  | 99  | 217 | 1   | 2  | 58  | 64  | 17    | 61  | 73   | 21  | 4   | 58  | 33  | 257 | .456 | .500 | .906 | 41.7 | 19.8 | 4.7 | 5.6 |
| 1976-77   | 27   | Detroit Pistons | NBA   | 2  | 17   | 0   | 9   |     |    | 0   | 0   | 1     | 3   | 1    | 0   | 0   |     | 1   | 0   | .000 |      |      | 8.5  | 0.0  | 1.5 | 0.5 |
| 1977-78   | 28   | Denver Nuggets  | NBA   | 13 | 225  | 43  | 95  |     |    | 16  | 23  | 5     | 19  | 38   | 4   | 2   | 21  | 20  | 102 | .453 |      | .696 | 17.3 | 7.8  | 1.5 | 2.9 |
| 1978-79   | 29   | New Jersey Nets | NBA   | 2  | 10   | 2   | 5   |     |    | 0   | 0   | 0     | 2   | 2    | 0   | 0   | 1   | 0   | 4   | .400 |      |      | 5.0  | 2.0  | 1.0 | 1.0 |
| Total     |      |                 | TOTAL | 55 | 1753 | 367 | 840 | 4   | 16 | 202 | 249 | 49    | 206 | 226  | 47  | 9   | 168 | 125 | 940 | .437 | .250 | .811 | 31.9 | 17.1 | 3.7 | 4.1 |
|           |      |                 | ABA   | 38 | 1501 | 322 | 731 | 4   | 16 | 186 | 226 | 43    | 182 | 185  | 43  | 7   | 146 | 104 | 834 | .440 | .250 | .823 | 39.5 | 21.9 | 4.8 | 4.9 |
|           |      |                 | NBA   | 17 | 252  | 45  | 109 |     |    | 16  | 23  | 6     | 24  | 41   | 4   | 2   | 22  | 21  | 106 | .413 |      | .696 | 14.8 | 6.2  | 1.4 | 2.4 |